# Heteralonia sabulina
Heteralonia sabulina är en tvåvingeart som först beskrevs av Becker och Stein 1913.  Heteralonia sabulina ingår i släktet Heteralonia och familjen svävflugor.
Artens utbredningsområde är Iran. Inga underarter finns listade i Catalogue of Life.